# Joá-vermelho
Solanum capsicoides, o Joá-vermelho ou Melancia-da-praia,  conhecido como polohauai'i na Polinésia, é uma planta da família Solanaceae . É nativa do leste do Brasil, mas naturalizada em outras regiões tropicais, onde às vezes se torna uma erva invasora .

## Sinônimos
Esta espécie foi incluída em S. aculeatissimum como variedade denudatum por Dunal ( Solanum denudatum de Bitter é S. humile conforme descrito por Lamarck ). Também foi incluído na berinjela ( S. melongena ) sob seu sinônimo júnior S. trongum (como var. Sinuato-pinnatifidum ), também por Dunal.
Além disso, o Joá-vermelho às vezes é referenciada com os seguintes nomes obsoletos: 
- Solanum arrebenta Vell.
- Solanum bodinieri H.Lév. & Vaniot
- Solanum capsicoides Hort. Paris ex Lam. (preocupado)
- Solanum ciliare Willd.
- Solanum ciliatum Lam.

S. ciliatum de Blume de FAW Miquel é uma espécie indeterminada de Lycianthes .
- Solanum ciliatum var. arenarium Dunal

S. arenarium de Schur é S. villosum conforme descrito por Philip Miller .
S. arenarium de Otto Sendtner é uma espécie válida
- Solanum macowanii Fourc.
- Solanum pentapetaloides Roxb. ex Hornem.

S. pentapetaloides de Bojer de Dunal in de Candolle é S. imamense .
- Solanum pentapetalum Schltdl.
- Solanum sinuatifolium Vell.
- Solanum sphaerocarpum Moric.